# Ronald Rodríguez
Ronald Daniel Gómez Rodríguez (San Miguel, 22 settembre 1998) è un calciatore salvadoregno, difensore dell'Águila e della nazionale salvadoregna.

## Carriera

### Club
Il 19 gennaio 2022, dopo aver collezionato 126 presenze e 8 reti con la maglia dell'Águila, si è trasferito al FC Tulsa, formazione militante in USL Championship, la seconda divisione del campionato statunitense.

### Nazionale
Il 5 giugno 2021 ha esordito con la nazionale salvadoregna giocando l'incontro vinto 0-7 contro le Isole Vergini Americane, valido per le qualificazioni al campionato mondiale di calcio 2022. In seguito ha preso parte alla CONCACAF Gold Cup 2021.

## Statistiche

### Presenze e reti nei club
Statistiche aggiornate al 2 marzo 2022.
| Stagione        | Squadra         | Campionato      | Campionato | Campionato | Coppe nazionali | Coppe nazionali | Coppe nazionali | Coppe continentali | Coppe continentali | Coppe continentali | Altre coppe | Altre coppe | Altre coppe | Totale | Totale |
| Stagione        | Squadra         | Comp            | Pres       | Reti       | Comp            | Pres            | Reti            | Comp               | Pres               | Reti               | Comp        | Pres        | Reti        | Pres   | Reti   |
| --------------- | --------------- | --------------- | ---------- | ---------- | --------------- | --------------- | --------------- | ------------------ | ------------------ | ------------------ | ----------- | ----------- | ----------- | ------ | ------ |
| 2016-2017       | Águila          | LN              | 13         | 1          |                 | -               | -               |                    | -                  | -                  |             | -           | -           | 13     | 1      |
| 2017-2018       | Águila          | LN              | 34         | 1          |                 | -               | -               | CL                 | 1                  | 0                  |             | -           | -           | 35     | 1      |
| 2018-2019       | Águila          | LN              | 33         | 3          |                 | -               | -               |                    | -                  | -                  |             | -           | -           | 33     | 3      |
| 2019-2020       | Águila          | LN              | 14         | 2          |                 | -               | -               | CL                 | 2                  | 0                  |             | -           | -           | 16     | 2      |
| 2020-2021       | Águila          | LN              | 26         | 1          |                 | -               | -               |                    | -                  | -                  |             | -           | -           | 26     | 1      |
| 2021-gen. 2022  | Águila          | LN              | 8          | 0          |                 | -               | -               |                    | -                  | -                  |             | -           | -           | 8      | 0      |
| 2022            | FC Tulsa        | USLC            | 0          | 0          |                 | -               | -               |                    | -                  | -                  |             | -           | -           | 0      | 0      |
| Totale carriera | Totale carriera | Totale carriera | 126        | 8          |                 | -               | -               |                    | 3                  | 0                  |             | -           | -           | 129    | 8      |

### Cronologia presenze e reti in nazionale
| Cronologia completa delle presenze e delle reti in nazionale ― El Salvador | Cronologia completa delle presenze e delle reti in nazionale ― El Salvador | Cronologia completa delle presenze e delle reti in nazionale ― El Salvador | Cronologia completa delle presenze e delle reti in nazionale ― El Salvador | Cronologia completa delle presenze e delle reti in nazionale ― El Salvador | Cronologia completa delle presenze e delle reti in nazionale ― El Salvador | Cronologia completa delle presenze e delle reti in nazionale ― El Salvador | Cronologia completa delle presenze e delle reti in nazionale ― El Salvador |
| Data                                                                       | Città                                                                      | In casa                                                                    | Risultato                                                                  | Ospiti                                                                     | Competizione                                                               | Reti                                                                       | Note                                                                       |
| -------------------------------------------------------------------------- | -------------------------------------------------------------------------- | -------------------------------------------------------------------------- | -------------------------------------------------------------------------- | -------------------------------------------------------------------------- | -------------------------------------------------------------------------- | -------------------------------------------------------------------------- | -------------------------------------------------------------------------- |
| 5-6-2021                                                                   | Saint Croix                                                                | Isole Vergini Americane                                                    | 0 – 7                                                                      | El Salvador                                                                | Qual. Mondiali 2022                                                        | -                                                                          | 56’                                                                        |
| 8-6-2021                                                                   | San Salvador                                                               | El Salvador                                                                | 3 – 0                                                                      | Antigua e Barbuda                                                          | Qual. Mondiali 2022                                                        | -                                                                          |                                                                            |
| 12-6-2021                                                                  | Basseterre                                                                 | Saint Kitts e Nevis                                                        | 0 – 4                                                                      | El Salvador                                                                | Qual. Mondiali 2022                                                        | -                                                                          | 86’                                                                        |
| 15-6-2021                                                                  | San Salvador                                                               | El Salvador                                                                | 2 – 0                                                                      | Saint Kitts e Nevis                                                        | Qual. Mondiali 2022                                                        | -                                                                          | 75’ 81’                                                                    |
| 4-7-2021                                                                   | Pola                                                                       | Qatar                                                                      | 1 – 0                                                                      | El Salvador                                                                | Amichevole                                                                 | -                                                                          |                                                                            |
| 11-7-2021                                                                  | Dallas                                                                     | El Salvador                                                                | 2 – 0                                                                      | Guatemala                                                                  | Gold Cup 2021 - 1º turno                                                   | -                                                                          |                                                                            |
| 14-7-2021                                                                  | Dallas                                                                     | Trinidad e Tobago                                                          | 0 – 2                                                                      | El Salvador                                                                | Gold Cup 2021 - 1º turno                                                   | -                                                                          |                                                                            |
| 18-7-2021                                                                  | Dallas                                                                     | Messico                                                                    | 1 – 0                                                                      | El Salvador                                                                | Gold Cup 2021 - 1º turno                                                   | -                                                                          |                                                                            |
| 24-7-2021                                                                  | Glendale                                                                   | Qatar                                                                      | 3 – 2                                                                      | El Salvador                                                                | Gold Cup 2021 - Quarti di finale                                           | -                                                                          |                                                                            |
| 21-8-2021                                                                  | Los Angeles                                                                | El Salvador                                                                | 0 – 0                                                                      | Costa Rica                                                                 | Amichevole                                                                 | -                                                                          | 69’ 71’                                                                    |
| 2-9-2021                                                                   | San Salvador                                                               | El Salvador                                                                | 0 – 0                                                                      | Stati Uniti                                                                | Qual. Mondiali 2022                                                        | -                                                                          |                                                                            |
| 5-9-2021                                                                   | San Salvador                                                               | El Salvador                                                                | 0 – 0                                                                      | Honduras                                                                   | Qual. Mondiali 2022                                                        | -                                                                          |                                                                            |
| 8-9-2021                                                                   | Toronto                                                                    | Canada                                                                     | 3 – 0                                                                      | El Salvador                                                                | Qual. Mondiali 2022                                                        | -                                                                          |                                                                            |
| 5-11-2021                                                                  | Washington                                                                 | Bolivia                                                                    | 1 – 0                                                                      | El Salvador                                                                | Amichevole                                                                 | -                                                                          | 78’                                                                        |
| 12-11-2021                                                                 | San Salvador                                                               | El Salvador                                                                | 1 – 1                                                                      | Giamaica                                                                   | Qual. Mondiali 2022                                                        | -                                                                          |                                                                            |
| 16-11-2021                                                                 | Panama                                                                     | Panama                                                                     | 2 – 1                                                                      | El Salvador                                                                | Qual. Mondiali 2022                                                        | -                                                                          |                                                                            |
| 4-12-2021                                                                  | Houston                                                                    | El Salvador                                                                | 1 – 1                                                                      | Ecuador                                                                    | Amichevole                                                                 | -                                                                          | 75’                                                                        |
| 11-12-2021                                                                 | Los Angeles                                                                | El Salvador                                                                | 0 – 1                                                                      | Cile                                                                       | Amichevole                                                                 | -                                                                          |                                                                            |
| 30-1-2022                                                                  | San Pedro Sula                                                             | Honduras                                                                   | 0 – 2                                                                      | El Salvador                                                                | Qual. Mondiali 2022                                                        | -                                                                          |                                                                            |
| 2-2-2022                                                                   | San Salvador                                                               | El Salvador                                                                | 0 – 2                                                                      | Canada                                                                     | Qual. Mondiali 2022                                                        | -                                                                          |                                                                            |
| 24-3-2022                                                                  | Kingston                                                                   | Giamaica                                                                   | 1 – 1                                                                      | El Salvador                                                                | Qual. Mondiali 2022                                                        | -                                                                          |                                                                            |
| 27-3-2022                                                                  | San Salvador                                                               | El Salvador                                                                | 1 – 2                                                                      | Costa Rica                                                                 | Qual. Mondiali 2022                                                        | -                                                                          | 14’                                                                        |
| 30-3-2022                                                                  | Città del Messico                                                          | Messico                                                                    | 2 – 0                                                                      | El Salvador                                                                | Qual. Mondiali 2022                                                        | -                                                                          |                                                                            |
| 4-6-2022                                                                   | San Salvador                                                               | El Salvador                                                                | 3 – 1                                                                      | Grenada                                                                    | CONCACAF Nations League 2022-2023 - 1º turno                               | -                                                                          |                                                                            |
| 7-6-2022                                                                   | St. George's                                                               | Grenada                                                                    | 2 – 2                                                                      | El Salvador                                                                | CONCACAF Nations League 2022-2023 - 1º turno                               | -                                                                          |                                                                            |
| 14-6-2022                                                                  | San Salvador                                                               | El Salvador                                                                | 1 – 1                                                                      | Stati Uniti                                                                | CONCACAF Nations League 2022-2023 - 1º turno                               | -                                                                          | 79’                                                                        |
| 27-9-2022                                                                  | Washington                                                                 | Perù                                                                       | 4 – 1                                                                      | El Salvador                                                                | Amichevole                                                                 | -                                                                          | 86’                                                                        |
| 16-11-2022                                                                 | Managua                                                                    | Nicaragua                                                                  | 1 – 0                                                                      | El Salvador                                                                | Amichevole                                                                 | -                                                                          |                                                                            |
| 15-6-2023                                                                  | Toyota                                                                     | Giappone                                                                   | 6 – 0                                                                      | El Salvador                                                                | Amichevole                                                                 | -                                                                          | 3’                                                                         |
| Totale                                                                     |                                                                            | Presenze                                                                   | 29                                                                         |                                                                            | Reti                                                                       | 0                                                                          |                                                                            |